# 寡棘尖牙脂鯉
寡棘尖锯脂鲤為輻鰭魚綱脂鯉目脂鯉亞目脂鯉科的其中一個種，為熱帶淡水魚，分布於南美洲圭亞那北部Shield河流域，本魚眼大，口下位，體長可達20公分，稚魚成群活動，棲息在沙底質的淺溪流，當體型至5-10公分時，會沿著河岸進行洄游，成魚獨居性，主要以植物、果實等為食，多在黃昏時活動，可作觀賞魚。